# Girbert Ier de Millau
Girbert Ier de Millau, ou Gerbert, ou Girbert Ier de Gévaudan, né vers 1055 et assassiné en 1111, fut vicomte de Millau et de Lodève, puis comte de Gévaudan et, par mariage, comte de Provence. Il était fils de Bérenger, vicomte de Millau et de Rodez, et d'Adèle de Carlat, vicomtesse de Carlat et de Lodève.

## Biographie
Fils du vicomte Bérenger de Millau et de la vicomtesse Adèle de Carlat, Girbert partagea les titres de ses parents avec son frère Richard : il reçut Millau et Lodève, tandis que son frère eut Rodez et Carlat. Possédant différentes terres dans le Gévaudan, il en profita pour relever le titre de comte de Gévaudan, tombé en désuétude depuis moins d'un siècle.
En 1073, il épouse Gerberge (1060 † 1115), comtesse de Provence, fille de Geoffroy, comte de Provence. Ils eurent au moins trois filles :
- Douce (1090 † 1130), mariée en 1112 à Raimond-Bérenger III (1082 † 1131), comte de Barcelone ;
- Étiennette († ap.1160), mariée à Raymond († 1150), seigneur des Baux. Leur fils émettra des prétentions sur le comté de Provence, débutant ainsi les Guerres Baussenques ;
- Sibylle mariée à Guy III de Sévérac[2].

En 1096, à l'occasion de la refondation de l'église de Toulon, Girbert prévoit la création d'un monastère dans les îles Stoechades, ces trois îles qui se trouvent au sud d'Hyères. Combattant, comme ses prédécesseurs, la vieille aristocratie provençale, il meurt assassiné par des membres de la famille des Brussans-Palliol. Après sa mort, ce furent sa fille Douce et son gendre Raimond-Bérenger III de Provence qui lui succédèrent.